# ナティア・アミレジビ (ジョージア王妃)
ナティア・アミレジビ（グルジア語: ნათია ამირეჯიბი、グルジア語ラテン翻字: Natia Amirejibi、1373年ごろ – 1412年）は、バグラティオニ朝ジョージア王国の王コンスタンティネ1世の王妃。カルトリの貴族クツナ・アミレジビの娘。

## 子女
ナティアはジョージア王コンスタンティネ1世との間に息子3人をもうけた。息子たちは全員、1405年から1408年の間で共同君主に任命された。
- アレクサンドレ
- ギオルギ（フランス語版）
- バグラト（グルジア語版）